# Geoffrey Mutai
Pour les articles homonymes, voir Mutai.
Geoffrey Kiprono Mutai (né le 7 octobre 1981 à Mumberes dans le district de Koibatek) est un athlète kényan spécialiste des courses de fond.

## Carrière
Le 18 avril 2011, lors du 115e marathon de Boston, Geoffrey Mutai établit la meilleure performance de tous les temps sur marathon en 2 h 03 min 02, mais cette performance n'est finalement pas homologuée par l'IAAF en tant que nouveau record du monde, à cause du parcours.
Le 6 novembre 2011, le Kényan remporte le Marathon de New York en 2 h 05 min 05 s en battant le record de l'épreuve. Il devance son compatriote Emmanuel Mutai (2 h 06 min 28 s) et l’Éthiopien Tsegay Kebede (2 h 07 min 13 s).
Le 30 septembre 2012, il remporte le marathon de Berlin en 2 h 04 min 15 s, record personnel, mais échoue dans sa tentative de record du monde. Il devance au sprint Dennis Kimetto (2 h 04 min 16 s) et Geoffrey Kipsang (2 h 06 min 12 s). En conférence de presse, il pointe du doigt des erreurs dans les temps de passage, erreurs liées à un problème technique, qui lui ont été donnés sur la première partie de course, le privant selon lui du record du monde : « C'était un gros gâchis. Les temps que nous avons eus étaient faux ».
Le 3 novembre 2013, il remporte pour la seconde fois le Marathon de New York devant Tsegaye Kebede et Lusapho April.

## Palmarès

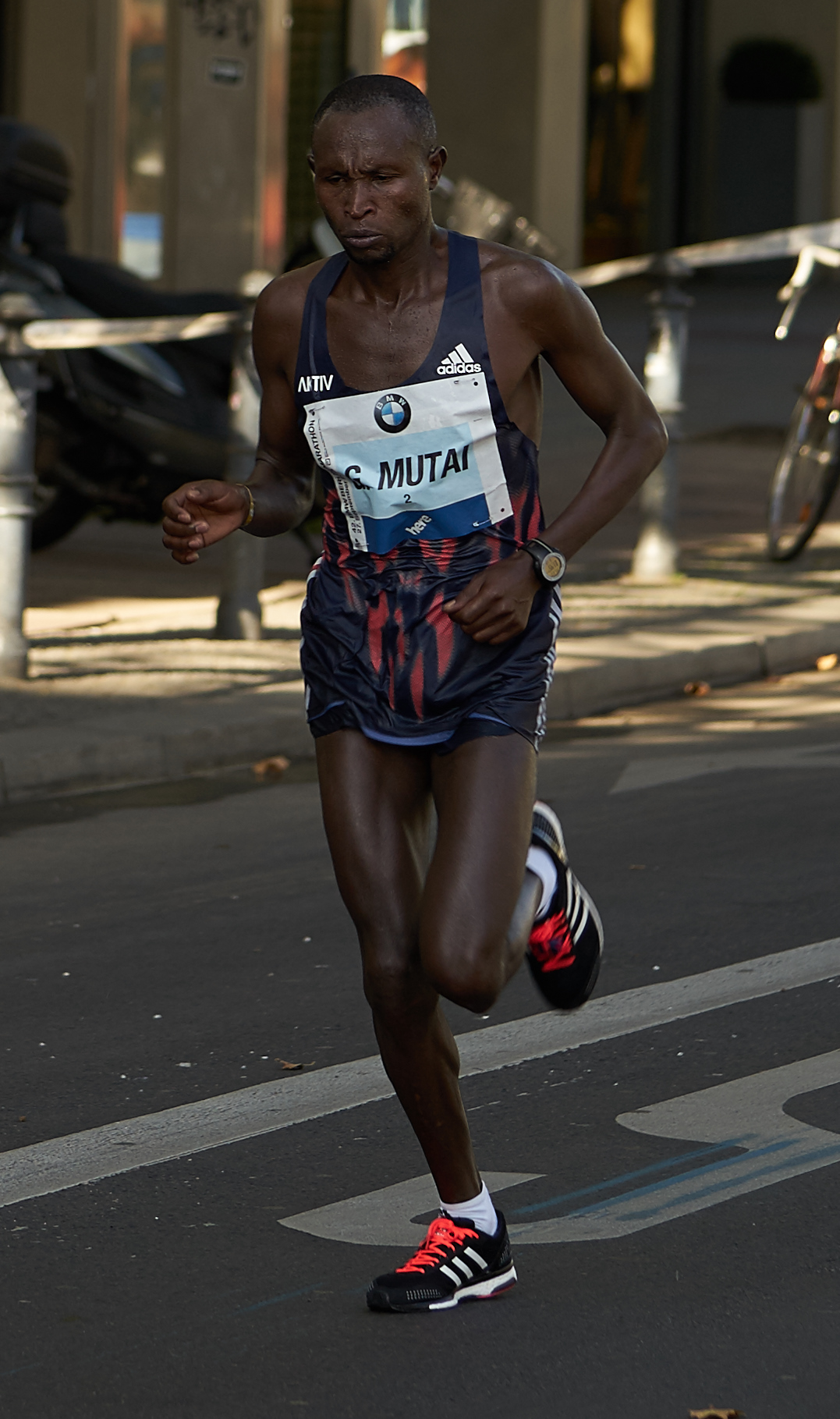
Geoffrey Mutai lors du marathon de Berlin 2015

| Date | Compétition                    | Lieu         | Résultat | Épreuve      | Temps          |
| ---- | ------------------------------ | ------------ | -------- | ------------ | -------------- |
| 2010 | Championnats d'Afrique         | Nairobi      | 3e       | 10 000 m     | 27 min 33 s 83 |
| 2011 | Championnats du monde de cross | Punta Umbria | 5e       | Individuelle |                |
| 2011 | Championnats du monde de cross | Punta Umbria | 1er      | Par équipes  |                |

| Date | Compétition           | Lieu      | Résultat | Performance     |
| ---- | --------------------- | --------- | -------- | --------------- |
| 2008 | Marathon d'Eindhoven  | Eindhoven | 1er      | 2 h 07 min 49 s |
| 2009 | Marathon d'Eindhoven  | Eindhoven | 1er      | 2 h 07 min 01 s |
| 2010 | Marathon de Rotterdam | Rotterdam | 2e       | 2 h 04 min 55 s |
| 2010 | Marathon de Berlin    | Berlin    | 2e       | 2 h 05 min 10 s |
| 2011 | Marathon de Boston    | Boston    | 1er      | 2 h 03 min 02 s |
| 2011 | Marathon de New York  | New York  | 1er      | 2 h 05 min 05 s |
| 2012 | Marathon de Berlin    | Berlin    | 1er      | 2 h 04 min 15 s |
| 2013 | Marathon de New York  | New York  | 1er      | 2 h 08 min 24 s |
| 2014 | Marathon de New York  | New York  | 6e       | 2 h 13 min 44 s |
| 2015 | Marathon de Berlin    | Berlin    | 5e       | 2 h 09 min 29 s |

## Records
| Épreuve       | Performance    | Date              | Lieu           |
| ------------- | -------------- | ----------------- | -------------- |
| 10 km         | 27 min 19 s    | 26 juin 2011      | Boston         |
| 20 km         | 56 min 52 s    | 19 février 2010   | Ras al-Khaimah |
| Semi-marathon | 59 min 30 s    | 22 novembre 2009  | Valence        |
| Marathon      | 2 h 4 min 15 s | 30 septembre 2012 | Berlin         |